# وسیلجوک
وسیلجوک (به لاتین: Vasiljevac}} یک عوارض جغرافیایی در صربستان است که در Kuršumlija واقع شده‌است.

## خصوصیات
وسیلجوک ۱۸ نفر جمعیت دارد.